# جدران حاملة

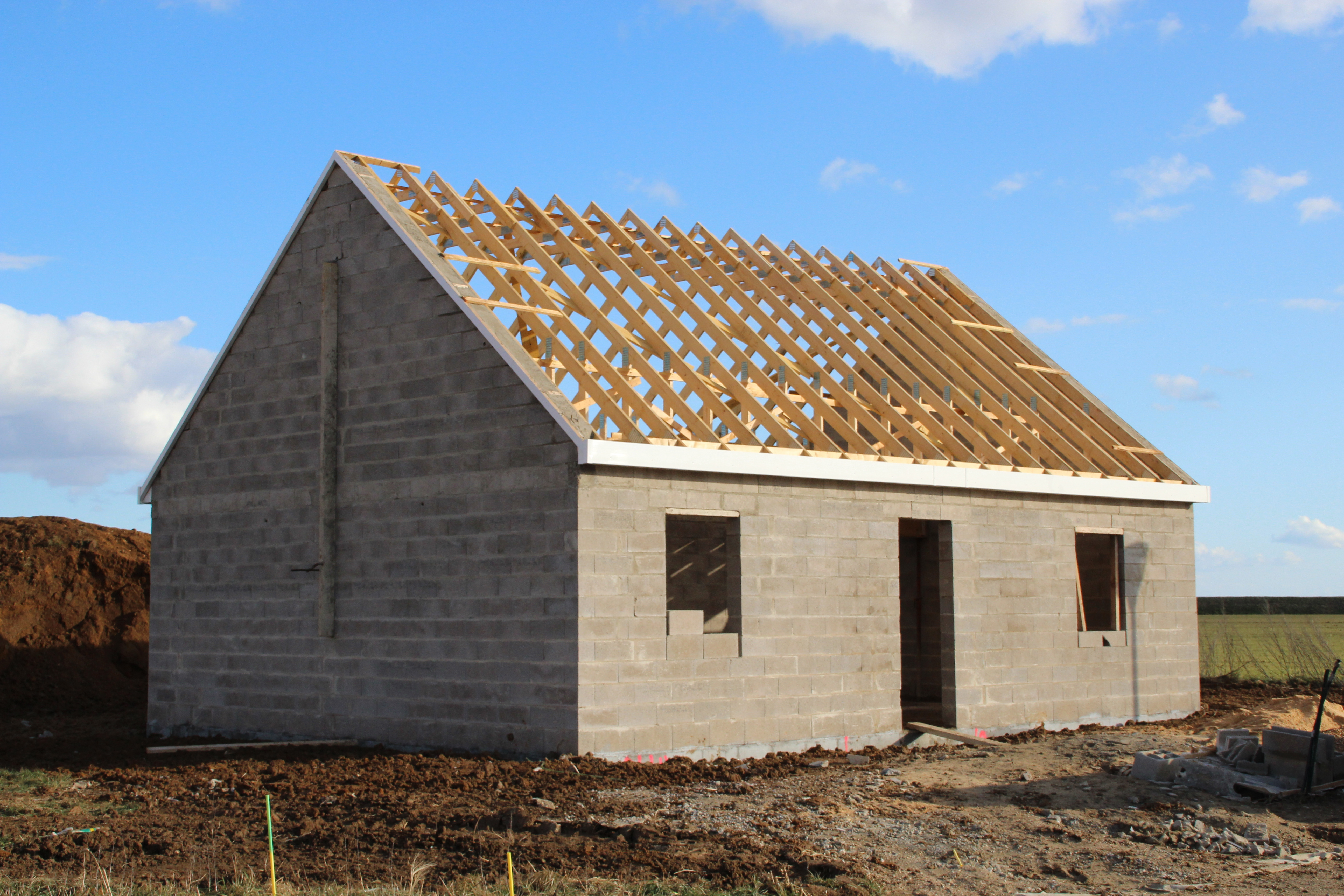

الجدران الحاملة هي جُدران تمثل عنصرًا هيكليًا نشطًا للمبنى، والذي يتحمل وزن العناصر الموجودة فوقه، عن طريق توصيل وزنه إلى هيكل الأساس الموجود أسفله.
يعد نظام الجدران الحاملة أو نظام البناء بالحوائط الحاملة ( Bearing Wall) أو(le mur porteur) من أقدم أنظمة البناء، وقد تم تطوير هذا النظام ليصبح كما يلي:
1- القواعد الشريطية (أسفل الحوائط الحاملة).
2- الجدران الحاملة باستخدام الحجر أو الخرسانة أو الطوب الأحمر الفخاري الحامل.
3- السقف من البلاطات المصبوبة في الموقع مثل النوع الهوردي ذو الأعصاب الخرسانية أو من البلاطات مسبقة الصب.
وقد استعمل هذا النوع من الإنشاء بكثرة قبل أنتشار استعمال الخرسانة المسلحة.
تنتقل الأحمال الميتة والحية Dead & Live Loads من الأسقف سواء كانت خشبية أو مرتكزة على كمرات Beams من الصلب أو الخرسانة المسلحة إلى الحوائط، التي تنقلها بدورها بالإضافة إلى وزنها الذاتي إلى الحوائط التي تحتها، وهكذا حتى تصل الأحمال إلى الأساس المستمر تحت الحوائط، والذي يقوم بتوزيع الأحمال على طبقة التربة الصالحة للتأسيس. وقد تكون هذه الحوائط من الطوب أو الحجر أو الخرسانة.

## مكونات نظام الحوائط الحاملة
1. بناء بالطوب أو الحجر ويجب الا يقل عرض الحائط عن 25 سنتيمترات

## مميزات هذا النظام
1- رخيص الثمن نظراً لأن المواد المستخدمة في هذا النظام قليلة التكلفة ولا تحتاج إلى تقنيات عالية في البناء.
2- سريع البناء.
3- الحوائط المستخدمة هنا تكون عازلة للحرارة.
4- ذو متانة عالية فيستطيع تحمل التغيرات المناخية والصدمات.
5- توزيع الأحمال الإنشائية بانتظام على طول الحوائط الحاملة.

## عيوب هذا النظام
1- كبر الحجم الفراغي لها، حيث يزيد سمك الحوائط كلما اقتربنا من الأساس لزيادة الأحمال التي يتعرض لها الحائط.
2- صعوبة التغيير المعماري فيها، حيث يمنع عمل أي تعديل كإزالة حوائط أو تعديل تقسيم المبنى من دور إلى دور دون اتخاذ احتياطات شديدة تضمن عدم انهيار المبنى.
3- وجود الفتحات في حوائط هذا النوع من الإنشاء يضعف المبنى، وبالتالي يجب الإقلال منها وخاصة ما كان عرضه كبيراً, لذلك لا تعمل الشبابيك عريضة ولكن يعمل ارتفاعها عالي نسبياً وعرضها صغير نسبياً.
4- تحد من التشكيلات المطلوبة في الواجهات.
5- محدودية الارتفاع المسموح به.